# Àlgebra de Lie semisimple

Les àlgebres simples de Lie es classifiquen mitjançant els diagrames de Dynkin connectats.

En matemàtiques, una àlgebra de Lie és semisimple si és una suma directa d'àlgebres de Lie simples. (Una àlgebra de Lie simple és una àlgebra de Lie no abeliana sense cap ideal propi diferent de zero).Al llarg de l'article, tret que s'indiqui el contrari, una àlgebra de Lie és una àlgebra de Lie de dimensions finites sobre un camp de característica 0. Per tal àlgebra de Lie {\displaystyle {\mathfrak {g}}}, si és diferent de zero, les condicions següents són equivalents:
- {\displaystyle {\mathfrak {g}}} és semisimple;

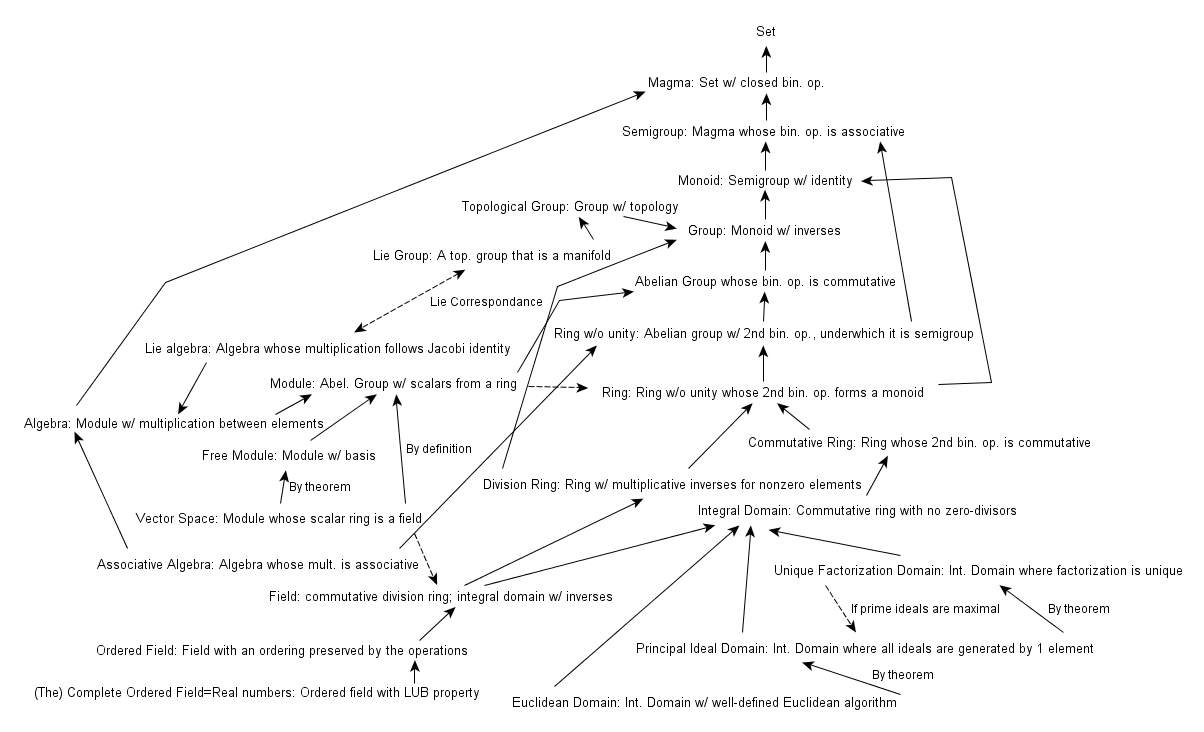
Un diagrama de flux de diverses estructures algebraiques i les seves relacions entre si. Una fletxa apunta d'A a B si A és un cas especial de B. Algunes relacions especials són (grups de Lie/àlgebres de Lie, mòduls/anells) es mostren mitjançant línies de punts. Creat per Majesty of Knowledge.

- la forma Killing, κ(x,y) = tr(ad( x )ad( y )), és no degenerada;
- {\displaystyle {\mathfrak {g}}} no té ideals abelians diferents de zero;
- {\displaystyle {\mathfrak {g}}} no té ideals resolubles diferents de zero;
- el radical (ideal màxim resoluble) de {\displaystyle {\mathfrak {g}}} és zero.

## Importància
La importància de la semisimplicitat prové en primer lloc de la descomposició de Levi, que afirma que tota àlgebra de Lie de dimensions finites és el producte semidirecte d'un ideal soluble (el seu radical) i d'una àlgebra semisimple. En particular, no hi ha àlgebra de Lie diferent de zero que sigui soluble i semisimple.
Les àlgebres de Lie semisimples tenen una classificació molt elegant, en fort contrast amb les àlgebres de Lie resolubles. Les àlgebres semisimples de Lie sobre un camp algebraicament tancat de característica zero es classifiquen completament pel seu sistema arrel, que al seu torn es classifiquen mitjançant diagrames de Dynkin. Les àlgebres semisimples sobre camps no tancats algebraicament es poden entendre en termes d'aquelles sobre el tancament algebraic, encara que la classificació és una mica més complexa; vegeu la forma real per al cas de les àlgebres de Lie semisimples reals, que van ser classificades per Élie Cartan.
A més, la teoria de representació de les àlgebres de Lie semisimples és molt més neta que la de les àlgebres de Lie generals. Per exemple, la descomposició de Jordan en una àlgebra de Lie semisimple coincideix amb la descomposició de Jordan en la seva representació; aquest no és el cas de les àlgebres de Lie en general.
Si {\displaystyle {\mathfrak {g}}} és semisimple, doncs {\displaystyle {\mathfrak {g}}=[{\mathfrak {g}},{\mathfrak {g}}]}. En particular, tota àlgebra de Lie lineal semisimple és una subàlgebra de {\displaystyle {\mathfrak {sl}}}, l'àlgebra de Lie lineal especial. L'estudi de l'estructura de {\displaystyle {\mathfrak {sl}}} constitueix una part important de la teoria de la representació per a àlgebres de Lie semisimples.

## Història
Les àlgebres de Lie semisimples sobre els nombres complexos van ser classificades per primera vegada per Wilhelm Killing (1888–90), encara que la seva demostració no tenia rigor. La seva prova va ser rigorosa per Élie Cartan (1894) en el seu doctorat. tesi, que també va classificar àlgebres de Lie reals semisimples. Això es va perfeccionar posteriorment, i la classificació actual per diagrames de Dynkin va ser donada per Eugene Dynkin, de 22 anys, el 1947. S'han fet algunes modificacions menors (sobretot per JP Serre), però la prova no ha canviat en el seu essencial i es pot trobar en qualsevol referència estàndard, com ara (Humphreys 1972).

## Propietats bàsiques
- Cada ideal, quocient i producte d'àlgebres de Lie semisimples torna a ser semisimple.[4]
- El centre d'una àlgebra de Lie semisimple és trivial (ja que el centre és un ideal abelià). En altres paraules, la representació adjunta és injectiu. A més, la imatge resulta ser {\displaystyle \operatorname {Der} ({\mathfrak {g}})} de derivacions sobre {\displaystyle {\mathfrak {g}}}. Per tant, {\displaystyle \operatorname {ad} :{\mathfrak {g}}{\overset {\sim }{\to }}\operatorname {Der} ({\mathfrak {g}})} és un isomorfisme. (Aquest és un cas especial del lema de Whitehead).
- Com que la representació adjunta és injectiva, una àlgebra de Lie semisimple és una àlgebra de Lie lineal sota la representació adjunta. Això pot conduir a certa ambigüitat, ja que cada àlgebra de Lie ja és lineal respecte a algun altre espai vectorial (teorema d'Ado), encara que no necessàriament a través de la representació adjunta. Però a la pràctica, aquesta ambigüitat rarament es produeix.
- Si és una àlgebra de Lie semisimple, doncs (perquè és semisimple i abelià).
- Una àlgebra de Lie de dimensions finites sobre un camp k de característica zero és semisimple si i només si l'extensió base és semisimple per a cada extensió de camp. Així, per exemple, una àlgebra de Lie real de dimensions finites és semisimple si i només si la seva complexificació és semisimple.[5]

## Examples
Com s'indica a #Structure, àlgebres semisimples de Lie {\displaystyle \mathbb {C} } (o més generalment un camp algebraicament tancat de característica zero) es classifiquen pel sistema arrel associat a les seves subàlgebres de Cartan, i els sistemes arrels, al seu torn, es classifiquen pels seus diagrames de Dynkin. Exemples d'àlgebres de Lie semisimples, les clàssiques àlgebres de Lie, amb notació procedent dels seus diagrames de Dynkin, són:
- {\displaystyle A_{n}:}{\displaystyle {\mathfrak {sl}}_{n+1}}, l'àlgebra de Lie lineal especial.
- {\displaystyle B_{n}:} {\displaystyle {\mathfrak {so}}_{2n+1}}, l'àlgebra de Lie ortogonal especial de dimensió imparell.
- {\displaystyle C_{n}:} {\displaystyle {\mathfrak {sp}}_{2n}}, l'àlgebra de Lie simplèctica.
- {\displaystyle D_{n}:} {\displaystyle {\mathfrak {so}}_{2n}}, l'àlgebra de Lie ortogonal especial de dimensió parell ({\displaystyle n>1}).

La restricció {\displaystyle n>1} en el {\displaystyle D_{n}} la família és necessària perquè {\displaystyle {\mathfrak {so}}_{2}} és unidimensional i commutativa i, per tant, no és semisimple.
Aquestes àlgebres de Lie estan numerades de manera que n sigui el rang. Gairebé totes aquestes àlgebres de Lie semisimples són en realitat simples i els membres d'aquestes famílies són gairebé tots diferents, excepte algunes col·lisions de petit rang. Per exemple {\displaystyle {\mathfrak {so}}_{4}\cong {\mathfrak {so}}_{3}\oplus {\mathfrak {so}}_{3}} i {\displaystyle {\mathfrak {sp}}_{2}\cong {\mathfrak {so}}_{5}}. Aquestes quatre famílies, juntament amb cinc excepcions (E6, E7, E8, F4 i G2), són de fet les úniques àlgebres de Lie simples sobre els nombres complexos.